# Nymphalis pyromelas
Nymphalis pyromelas är en fjärilsart som beskrevs av Freyer 1830. Nymphalis pyromelas ingår i släktet Nymphalis och familjen praktfjärilar. Inga underarter finns listade i Catalogue of Life.